# HMS Triumph (N18)
Pour les autres navires du même nom, voir HMS Triumph.
Le HMS Triumph (N18) est un sous-marin de classe T en service dans la Royal Navy. Construit au chantier naval Vickers-Armstrongs à Barrow-in-Furness, il est lancé le 16 février 1938 et mis en service le 2 mai 1939 sous le commandement du Lieutenant commander John Wentworth McCoy. 
Le sous-marin disparaît en mission en 1942. Son épave est localisée en 2023 en mer Egée.

## Historique
Au début de la Seconde Guerre mondiale, le Triumph est affecté à la 2e flottille de sous-marins. Du 26 au 29 août 1939, la flottille est déployée dans les bases de Dundee et de Blyth.
Le 26 décembre 1939, le Triumph touche une mine allemande en mer du Nord. 5,5 mètres de proue ont été endommagés. Par chance, les torpilles placées dans le tube n'ont pas détoné. Escorté par des avions de chasse et des destroyers, il atteint Chatham Dockyard et y est réparé jusqu'au 27 septembre 1940.
Opérant en mer Méditerranée depuis le début de l'année 1941, le submersible a coulé les navires marchands italiens Marzamemi, Colomba Lofaro, Ninfea, Monrosa, les patrouilleurs auxiliaires italiens V 136 / Tugnin F, Valoroso, V 190 / Frieda et V 137 / Trio Frassinetti, le remorqueur italien Dante De Lutti et le navire de sauvetage Hercules, le navire marchand allemand Luvsee, et les voiliers grecs Panagiotis et Aghia Paraskeva. Il a également endommagé le croiseur auxiliaire italien Ramb III, les pétroliers italiens Ardour et Poseidone, le navire marchand italien Sidamo et le navire marchand allemand Norburg.
En juin 1941, il torpille et coule le sous-marin italien Salpa, au nord de l'Égypte.
Le Triumph participe également à des opérations secrètes, débarquant notamment des agents dans les régions occupées par l'Allemagne. Il devait participer à l'opération Colossus ; cette mission fut annulée en raison d'un site de débarquement indisponible. En décembre 1941, le sous-marin dépose des agents en Grèce. Il est coulé un mois plus tard, probablement par une mine dans le sud de la mer Égée, avec la totalité des soixante-quatre membres d'équipage,.
Un mémorial dans l'église de Lindfield honore leurs mémoires.
L'épave est retrouvée en juin 2023 en mer Egée, à des dizaines de kilomètres du cap Sounion par 203 mètres de profondeur.

## Commandement
- Lieutenant commander John Wentworth McCoy du 9 février 1938 à février 1940.
- Lieutenant de vaisseau John Samuel Stevens de février 1940 au 14 avril 1940.
- Lieutenant de vaisseau Erroll Bruce du 14 avril 1940 au 15 août 1940.
- Lieutenant commander Wilfrid John Wentworth Woods du 15 août 1940 au 8 novembre 1941.
- Lieutenant de vaisseau John Symons Huddart, du 8 novembre 1941 au 14 janvier 1942.